# Keith Robinson
Keith Robinson (Louisville (Kentucky), 17 januari 1976) is een Amerikaans acteur en R&B-zanger.

## Biografie
Robinson werd geboren in Louisville (Kentucky) en groeide op in Augusta (Georgia). Hij studeerde af aan de University of Georgia in Athens (Georgia). Tijdens zijn studietijd tekende hij een contract bij Motown, echter hebben zij nooit materiaal van hem uitgebracht. Later verhuisde hij naar Los Angeles voor zijn acteercarrière. 

## Filmografie

### Films
Uitgezonderd korte films.
- 2022 Remember Me: The Mahalia Jackson Story - als Thomas Andrew Dorsey
- 2022 Fallen Angels Murder Club: Friends to Die For - als Bill Lynley
- 2021 Sister Swap: Christmas in the City - als Joe
- 2021 Sister Swap: A Hometown Holiday - als Joe
- 2021 Redemption in Cherry Springs - als Jake Collins
- 2020 Open - als Cameron
- 2019 A Christmas Love Story - als Brian
- 2018 The Products of the American Ghetto - als Silk
- 2017 Our Dream Christmas - als Tim Purnell
- 2017 All Eyez on Me - als Altron
- 2014 Lyfe's Journey - als David Lyfe
- 2014 Four Seasons – als Xavier
- 2014 Cru – als Marshall Ogden
- 2014 Get on Up - als Baby Roy
- 2014 Four Seasons - als Xavier
- 2014 Act of Faith - als Patrick
- 2013 Forbidden Woman – als Elston
- 2013 24 Hour Love – als Manny
- 2012 Redemption of a Dog – als Willard
- 2012 Divorce Invitation – als Scott
- 2012 Dysfunctional Friends – als Dennis
- 2011 35 and Ticking – als Phil
- 2011 Hopelessly in June – als Blair Callahan
- 2010 Dogs of Chinatown – als Russische barkeeper
- 2010 When the Lights Go Out – als Gary
- 2008 Good Behavior – als rechercheur Watts
- 2008 the Apostles – als John Preacher Calhoun
- 2007 This Christmas – als Devean Brooks
- 2006 Dreamgirls – als C.C. White
- 2005 The Reading Room – als Darrel
- 2004 Fat Albert – als Bill
- 2004 30 Days Until I'm Famous – als Shane
- 2003 Mimic: Sentinel – als Desmond
- 2003 Frozen Impact – als camaraman
- 2001 Power Rangers Lightspeed Rescue: The Queen's Wrath – als Joel Rawlings / green Lightspeed Ranger
- 2001 The Princess & the Marine – als vrachtwagenchauffeur
- 2000 Power Rangers Lightspeed Rescue: Neptune's Daughter – als Joel Rawlings / green Lightspeed Ranger
- 2000 Power Rangers Lightspeed Rescue - Titanium Ranger: Curse of the Cobra – als Joel Rawlings / green Lightspeed Ranger
- 2000 Power Rangers: Lightspeed Rescue – als Joel Rawlings

### Televisieseries
Uitgezonderd eenmalige gastrollen.
- 2022 A Million Little Things - als Dre Washington - 5 afl.
- 2023 Crimson Hearts Collide - als Zeke - 8 afl.
- 2022 A Million Little Things - als Dre Washington - 5 afl.
- 2016-2021 Saints & Sinners - als Miles Calloway - 30 afl.
- 2014 One Love - als Devin Carter - 3 afl.
- 2011-2012 Love That Girl! – als Maverick – 3 afl.
- 2008 Canterbury's Law – als Chester Grant – 6 afl.
- 2008 Comanche Moon – als Joshua Deets – 3 afl.
- 2003-2006 Half & Half – als Neil Crawford – 3 afl.
- 2005 Over There – als soldaat Avery King – 13 afl.
- 2003-2005 American Dreams – als Nathan Walker – 30 afl.
- 2001 ER – als William White – 3 afl.
- 2000 Power Rangers: Lightspeed Rescue – als Joel Rawlings / Green Lightspeed Ranger – 40 afl.

- International Standard Name Identifier: 0000 0003 5812 4770
- Library of Congress Control Number: no2011142597
- MusicBrainz: c0f5466b-eaf8-48b1-8844-053f64a5d742
- Virtual International Authority File: 187277729
- WorldCat: E39PBJpJdBQxfD3JFbhpG8YVmd